# Sanguiñedo
Sanguiñedo (llamada oficialmente Santa María de Sanguiñedo), es una parroquia española y un lugar situado en el municipio de Dozón, en la provincia de Pontevedra, Galicia.

## Entidades de población
Entidades de población que forman parte de la parroquia:
- Bouzas (As Bouzas)
- Cardoufe
- Eirelo (O Eirelo)
- Sanguiñedo
- Santo Domingo
- Seixas
- Zudreiro (O Zudreiro)

## Demografía
| Gráfica de evolución demográfica de Sanguiñedo entre 2000 y 2023 |
|                                                                  |
| Datos según el nomenclátor publicado por el INE.                 |

| Gráfica de evolución demográfica de Sanguiñedo (lugar) entre 2000 y 2023 |
|                                                                          |
| Datos según el nomenclátor publicado por el INE.                         |